# Зайвий Федір Федорович
Фе́дір Фе́дорович За́йвий (нар. 26 березня 1931, Вознесенськ — 11 лютого 2013, Миколаїв) — український радянський державний, партійний і політичний діяч. Депутат Верховної Ради УРСР 10-го скликання.

## Життєпис
Народився 26 березня 1931 року в місті Вознесенську Миколаївської області в родині залізничника.
У 1940 році пішов до першого класу Вознесенської неповної середньої школи № 6. У період німецько-радянської війни перебував на тимчасово окупованій території. У 1944 році продовжив навчання у Вознесенській залізничній школі № 23. У 1946 році закінчив 7 класів і розпочав трудову діяльність у місцевому колгоспі імені Леніна. У 1948 році влаштувався токарем до Вознесенської міжрайонної майстерні капітального ремонту і одночасно навчався у школі робітничої молоді.
У 1949 році вступив до Новобузького технікуму механізації сільського господарства й через чотири роки отримав диплом з відзнакою за спеціальністю «технік-механік сільського господарства».
У вересні 1953 року обраний 1-м секретарем Новобузького районного комітету ЛКСМУ Миколаївської області.
Член КПРС з 1954 року.
У 1958 році вступив до Вищої партійної школи в Одесі, згодом перевівся до Львівської Вищої партійної школи, оскільки паралельно заочно вступив на факультет механізації сільського господарства Львівського сільськогосподарського інституту. У 1962 році отримав диплом «з відзнакою» Вищої партійної школи, а 1965 року — диплом інженера-механіка сільського господарства.
З 1962 року — інструктор відділу партійних органів Миколаївського обласного комітету КПУ, з січня 1963 року — інструктор відділу партійних органів Миколаївського сільського обласного комітету КПУ, з 1964 року — головний інженер управління механізованих робіт, управління торгівлі мінеральними добривами Миколаївського обласного об'єднання «Сільгосптехніка», з 1965 року — знов інструктор відділу організаційно-партійної роботи Миколаївського обласного комітету КПУ.
З 14 жовтня 1967 по 1975 рік — 1-й секретар Вознесенського районного комітету КПУ Миколаївської області. У 1975 році обирався 1-м секретарем Вознесенського міського комітету КПУ Миколаївської області.
У квітні — жовтні 1975 року — секретар Миколаївського обласного комітету КПУ з питань сільського господарства.
З вересня 1975 року по 6 березня 1982 року — голова виконавчого комітету Миколаївської обласної Ради депутатів трудящих (народних депутатів).
Обирався депутатом Миколаївської обласної і міської рад, Верховної Ради УРСР 10-го скликання, делегатом XXIV, XXV, XXVI з'їздів КПУ та XXV, XXVI з'їздів КПРС.
У 1982 році повернувся на роботу у сільське господарство: спочатку очолював Миколаївський спеціалізований трест м'ясо-молочних радгоспів, з 1983 року — генеральний директор Миколаївського обласного виробничого об'єднання радгоспів. Після ліквідації тресту у 1983 році й до виходу на пенсію у 1988 році працював завідувачем відділу праці Миколаївського облвиконкому, згодом — начальником обласного управління праці і соціальних питань.
З 2002 року — член утвореної при Миколаївській обласній державній адміністрації Ради старійшин. Також був співзасновником та заступником директора ТОВ редакції миколаївської газети «Центральний ринок».
Помер 11 лютого 2013 року в Миколаєві.

## Нагороди
- Нагороджений двома орденами Трудового Червоного Прапора (1971, 1973), двома орденами «Знак Пошани» (26.11.1958, 1977), Почесною Грамотою Президії Верховної Ради УРСР (1981), медаллю «За доблесну працю. На ознаменування 100-річчя з дня народження В. І. Леніна» (1970).
- Указом Президента України № 1093/2011 від 1 грудня 2011 року нагороджений ювілейною медаллю «20 років незалежності України».[1]
- 7 червня 2005 року рішенням Вознесенської міської ради був удостоєний звання Почесного громадянина міста Вознесенська[2].